# Mayumba
Mayumba è un centro abitato del Gabon, situato nella provincia di Nyanga.